# Edmund Burke
(Edmund Burke, Riflessioni sulla Rivoluzione in Francia, pag. 131)
Edmund Burke, detto il Cicerone britannico (/ˈed.mənd bɜːk/; Dublino, 12 gennaio 1729 – Beaconsfield, 9 luglio 1797), è stato un politico, filosofo e scrittore britannico di origine irlandese, nonché uno dei principali precursori ideologici del Romanticismo inglese.
Per più di vent'anni sedette alla Camera dei comuni come membro del partito Whig (i liberali), avversari dei Tories (conservatori). Viene ricordato soprattutto per il suo sostegno alle rivendicazioni delle colonie americane contro re Giorgio III, anche se si oppose alla loro indipendenza, controversia che condusse alla guerra d'indipendenza americana (contribuendo poi alla pacificazione con gli Stati Uniti nascenti), nonché per la sua opposizione alla Rivoluzione francese, espressa nelle Riflessioni sulla Rivoluzione in Francia. Il dibattito sulla rivoluzione rese Burke una delle figure principali della corrente liberal-conservatrice del partito Whig (che soprannominò Vecchi Whig) in opposizione ai Nuovi Whig filo-rivoluzionari, guidati da Charles James Fox.
La polemica di Burke sulla Rivoluzione francese stimolò il dibattito in Inghilterra in modo molto ampio. Ad esempio l'anglo-americano Thomas Paine rispose alle Riflessioni con I diritti dell'uomo, mentre William Godwin scrisse l'Inchiesta sulla giustizia politica, condannando gli esiti sanguinosi della rivolta, ma senza ripudiare i principi che l'avevano ispirata, come fece invece Burke. Le Riflessioni suscitarono anche la reazione della filosofa proto-femminista Mary Wollstonecraft, che replicò prima in forma anonima sulla Analytical Review e poi, visto il successo della polemica, firmando col proprio nome nel pamphlet A Vindication of the Rights of Men, in a Letter to the Right Honourable Edmund Burke, (1790), che è considerato uno dei primi interventi politici del femminismo moderno.
Burke ha elaborato una filosofia complessa e articolata, pubblicando persino un'opera sull'estetica che ebbe una certa influenza, e collaborò attivamente con l'Annual Register.

## Biografia
Nato a Dublino, in Irlanda, Edmund Burke era figlio di un avvocato protestante e di una cattolica, il cui cognome, prima del matrimonio era Nagle. Burke venne educato alla fede del padre e rimase per tutta la vita un anglicano praticante. Dopo aver frequentato la scuola dei Quaccheri a Ballitore (contea di Kildare), nel 1744 entrò al Trinity College di Dublino. Nel 1747 fondò un proprio circolo di discussione, l'Edmund Burke's Club. Si laureò al Trinity College nel 1748 (la famosa istituzione lo ha onorato erigendogli una statua). Burke senior voleva che il figlio si inserisse nel mondo dell'avvocatura e lo mandò quindi a Londra, nel 1750. Nella capitale inglese Burke cominciò l'esercizio forense presso Middle Temple, una delle quattro associazioni professionali inglesi di cui deve essere membro ogni avvocato, ma ne uscì quasi subito.
La prima opera di Burke ad essere pubblicata fu A Vindication of Natural Society: A View of the Miseries and Evils Arising to Mankind from every species of Artificial Society, apparso anonimo nel 1756. Progettato forse per attaccare i principî "anarchici" dei filosofi illuministi che pretendono di fondare lo Stato sui teoremi della ragione, senza tener conto della complessità della natura umana, oltre e contro il suo intento satirico, si trasformò in una denuncia dei mali della società mercantile, che rappresentano il lato oscuro, non eliminabile, del progresso civile.
Nel 1757 pubblicò un trattato di estetica, Un'indagine filosofica sull'origine delle nostre idee di Sublime e Bello (tit. or. A Philosophical Enquiry into the Origin of Our Ideas of the Sublime and Beautiful), che attirò l'attenzione di importanti pensatori europei, come Denis Diderot e Immanuel Kant, ed è ispirato in parte all'estetica che egli ricava dalla lettura del Paradiso perduto di John Milton.
Nel 1758, assieme all'editore Robert Dodsley, fondò l'influente Annual Register, una rivista su cui diversi autori commentavano i maggiori eventi di politica internazionale dell'anno precedente. A Londra Burke entrò a far parte dei più importanti circoli culturali e artistici, stabilendo rapporti con personalità come Samuel Johnson, Sir Joshua Reynolds, Giuseppe Baretti, David Garrick e Oliver Goldsmith.
Nello stesso periodo Burke conobbe William Gerard Hamilton. Quando Hamilton fu nominato Ministro per l'Irlanda, Burke divenne suo segretario - incarico che avrebbe svolto per tre anni - e lo seguì a Dublino. Nel 1765 Burke divenne segretario privato del marchese di Rockingham, esponente di spicco dei Whig, che, in quell'anno era diventato primo ministro. Lord Rockingham e Burke sarebbero rimasti amici e alleati fino alla prematura morte del primo, avvenuta nel 1782.

### Impegno politico
Nel 1765 Burke entrò nel Parlamento britannico, eletto alla Camera dei comuni. Il collegio elettorale, in cui si candidò, apparteneva alla categoria dei “Borghi putridi”, cioè ai territori che, a causa di una ridotta popolazione, erano di fatto sotto il controllo di un notabile, solitamente il maggiore proprietario terriero della zona. Il collegio in questione era Wendover, “feudo” di Lord Fermanagh, un alleato di Rockingham. In Parlamento Burke giocò un ruolo fondamentale nel dibattito sui limiti costituzionali dell'autorità regia. Si batté con forza contro un potere regio privo di restrizioni, sostenendo il ruolo dei partiti politici nel mantenere un principio di opposizione, in grado di arginare gli abusi del re o di lobby all'interno del governo. La sua più importante pubblicazione sul tema fu Pensieri sulle cause del malcontento attuale (tit. or. Thoughts on the Cause of the Present Discontents) del 1770. Burke appoggiò le rivendicazioni delle colonie americane contro il governo di re Giorgio III e dei suoi rappresentanti. Fece sentire la sua voce anche contro le persecuzioni dei cattolici in Irlanda e denunciò gli abusi e la corruzione operati dalla Compagnia britannica delle Indie orientali.
Nel 1769 Burke pubblicò, in risposta a George Grenville, il pamphlet L'attuale stato della Nazione (tit. or. The Present State of the Nation). Nello stesso anno acquistò la piccola tenuta di Gregories, vicino a Beaconsfield. Il prezzo fu saldato per la maggior parte con denaro preso a prestito. Anche se questa tenuta di seicento acri conteneva una collezione d'arte, comprendente opere di Tiziano, nondimeno nei decenni seguenti si sarebbe dimostrata un pesante fardello finanziario. Sempre nello stesso anno fu iniziato in massoneria a Londra, nella Loggia Jerusalem N. 44. I suoi discorsi e i suoi scritti l'avevano ormai reso famoso e, tra l'altro, avevano fatto sospettare che fosse l'autore delle Lettere di Giunio (Letters of Junius), violenti attacchi contro il governo, che si riveleranno in seguito opere autografe del saggista Philip Francis. Nel 1773 Burke visitò la Francia, dove a Versailles vide per la prima, e unica volta, i futuri sovrani Luigi XVI e Maria Antonietta.
Nel 1774 venne eletto a rappresentare Bristol, al tempo la seconda città dell'Inghilterra e, quindi, un collegio in cui la contesa elettorale era abbastanza libera. Il suo discorso agli elettori, tenuto dopo la vittoria, si fece notare per la difesa dei principi della democrazia rappresentativa contro l'idea secondo cui gli eletti dovessero agire esclusivamente a difesa degli interessi dei propri elettori. Il supporto che Burke fornì al libero commercio con l'Irlanda e il suo sostegno all'emancipazione dei cattolici, argomenti impopolari tra i suoi elettori, gli fecero perdere il seggio nel 1780. Per il resto della sua carriera parlamentare, Burke rappresentò Malton, un altro collegio elettorale controllato da Rockingham.
Sotto il governo tory di Lord North, la guerra in America andò sempre peggio. Fu anche grazie ai discorsi di Burke che la guerra finì. A questo periodo appartengono due delle sue opere più brillanti: il discorso Conciliazione con l'America (Conciliation with America) del 1775 e la Lettera agli Sceriffi di Bristol (Letter to the Sheriffs of Bristol, 1777). La caduta del tory North riportò il whig Rockingham al potere. Burke divenne Paymaster of the Forces (un lucroso incarico, relativo al finanziamento delle truppe) e consigliere privato del re, ma la morte inaspettata di Rockingham, avvenuta nel luglio 1782, pose fine al suo mandato dopo pochi mesi.
Burke sostenne allora il nuovo governo formato dal Duca di Portland, in cui coabitavano i Whig e i Tory, una decisione che in seguito molti considereranno il suo peggior errore politico. Durante questo breve governo di coalizione continuò a rivestire l'incarico di Paymaster. La coalizione cadde nel 1783 e fu seguita dal lungo governo Tory di William Pitt il Giovane, che durò fino al 1801. Burke rimase all'opposizione sino al 1793, anno in cui ruppe definitivamente con il leader Whig Charles James Fox e passò, assieme ad altri esponenti del partito, come William Windham e il nipote di Rockingham, con i Tory di Pitt. Nel 1785 pronunciò il famoso Discorso sui debiti del nababbo di Arcott. L'attacco contro il Governatore del Bengala, Warren Hastings, ebbe come conseguenza l'incriminazione di Hastings. Il processo, di cui Burke fu il maggior promotore, durò dal 1787 fino alla definitiva assoluzione di Hastings nel 1794.
Gli anni seguenti furono caratterizzati invece dalla strenua lotta contro i principi della rivoluzione francese, in particolare con l'opera Riflessioni sulla rivoluzione in Francia, opera di ispirazione conservatrice, controrivoluzionaria e storicista.

### Ultimi anni e morte
Nel 1794 Burke subì un duro colpo, causato dalla morte del figlio Richard, a cui era molto legato. In quello stesso anno finì il processo contro Hastings con sentenza di assoluzione. Burke sentì di aver fatto il suo tempo e, stanco, decise di lasciare il Parlamento. Il Re, che aveva apprezzato le sue posizioni sulla Rivoluzione francese, voleva nominarlo Conte di Beaconsfield, ma dopo la morte del figlio, a Burke non interessavano più i titoli nobiliari. Accettò solo una pensione di 2.500 sterline. Seppur modesto, il vitalizio fu contestato dal Duca di Bedford e dal Conte di Lauderdale. A loro Burke diede una bruciante risposta in Lettera a un nobile Lord (Letter to a Noble Lord, 1796). In quello stesso anno uscirono i suoi ultimi scritti: le Lettere su una pace regicida (Letters on a Regicide Peace), nelle quali Burke si schierava contro i negoziati di pace con la Francia.
Morì a Beaconsfield il 9 luglio 1797. Sebbene molti avessero proposto di inumarlo nell'Abbazia di Westminster con un funerale di Stato, il Parlamento preferì attenersi al testamento lasciato dallo stesso Burke, che chiedeva di essere seppellito nella cattedrale di Beaconsfield.

## Pensiero

### Estetica: il Bello e il Sublime
L'estetica di Burke fu anticipatrice del romanticismo dei numerosi decenni successivi. 

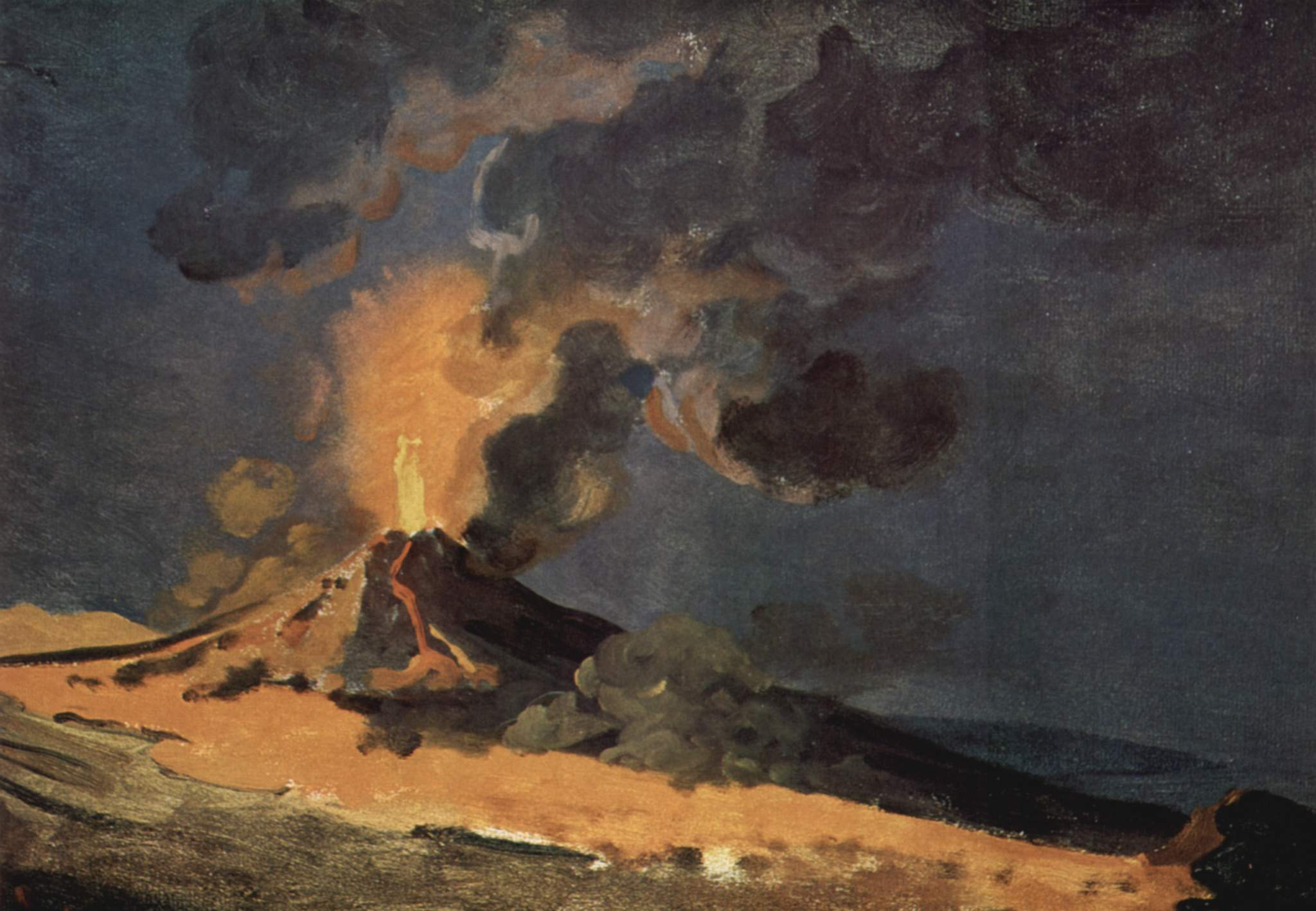
Joseph Wright of Derby, Il Vesuvio in eruzione, 1774, Derby, Museum and Art Gallery

Il Bello, secondo Burke, è ciò che è ben formato ed esteticamente gradevole, quindi possiede bellezza, mentre il Sublime è ciò che ha il potere di costringerci a fare qualcosa e di distruggerci. 
Nell'idea di Burke è sublime "tutto ciò che può destare idee di dolore e di pericolo, ossia tutto ciò che è in un certo senso terribile o che riguarda oggetti terribili, o che agisce in modo analogo al terrore"; il sublime può anche essere definito come "l'orrendo che affascina" ("delightful horror"). La natura, nei suoi aspetti più impressionanti, come mari burrascosi, cime innevate, paesaggi crepuscolari o eruzioni vulcaniche, diventa dunque la fonte del Sublime perché "produce la più forte emozione che l'animo sia capace di sentire", un'emozione però negativa, non prodotta dalla contemplazione del fatto in sé, ma dalla consapevolezza della distanza insuperabile che separa il soggetto dall'oggetto. Descrivendo gli atteggiamenti fisici legati all'esperienza di tale effetto (quali una semi-chiusura degli occhi, un rilassamento dei muscoli, l'apertura della bocca in fare contemplativo) ci fa intendere come il Sublime trovi nascita in cose che incutono timore, distanziate, mentre il Bello derivi invece da cose piacevoli, arrivando a stimolare il soggetto anche in connessione alla sessualità.
La preferenza del Sublime sul Bello ideale (decantato nell'estetica di Diderot e Winckelmann) rappresenta il segno del passaggio dal Neoclassicismo al Romanticismo, specialmente il gusto preromantico già presente nel XVIII secolo, ad esempio con la poesia cimiteriale, che porterà a Edward Young e Thomas Gray, e l'ossianesimo. Burke fa degli esempi letterari storici, citando il Paradiso perduto di John Milton. I Pensieri notturni di Young e i Canti di Ossian di James MacPherson rappresentano altresì un perfetto esempio di "sublime".

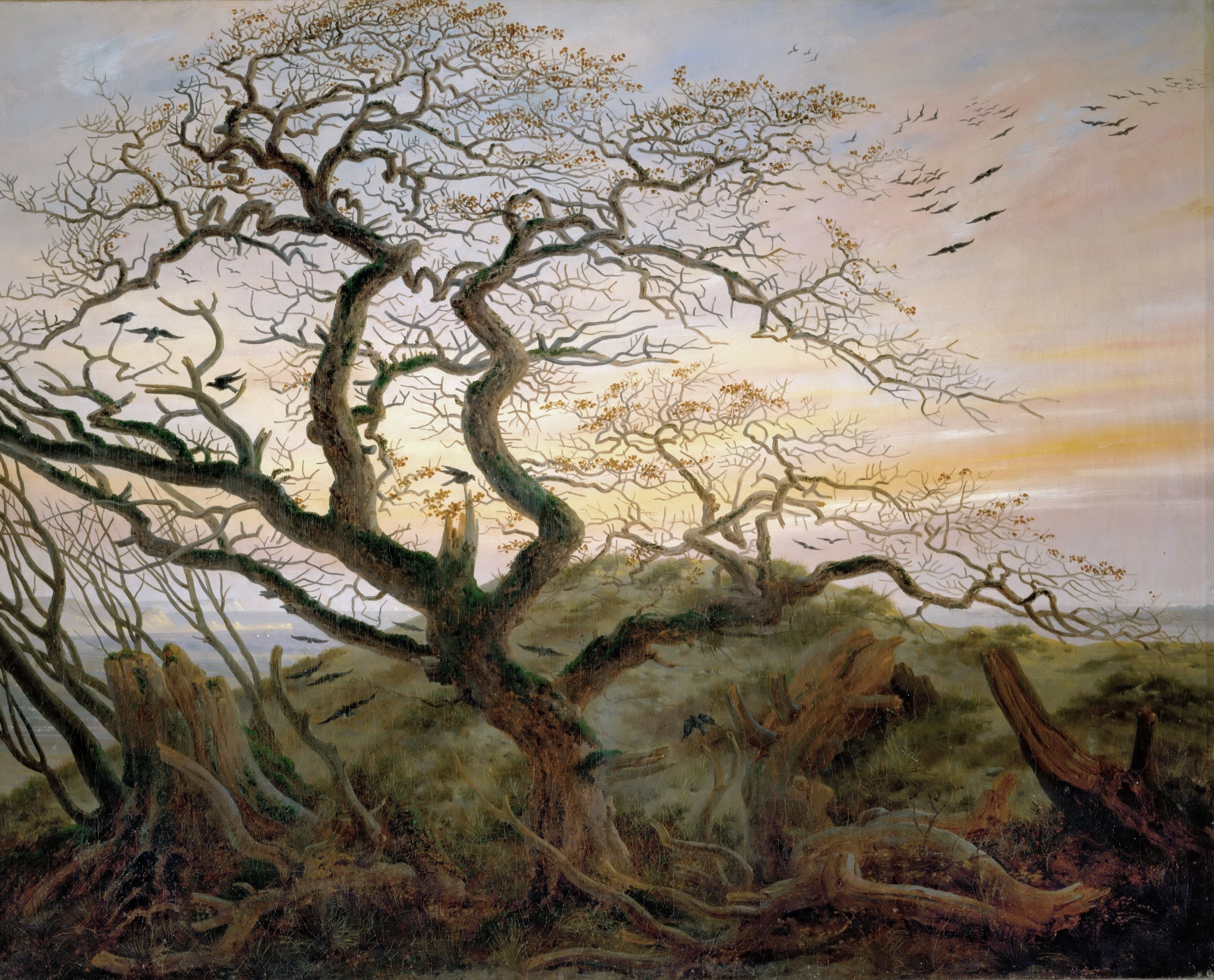
Un esempio di estetica romantica: il dipinto di Caspar David Friedrich, L'albero dei corvi (1822) oggi al Museo del Louvre, Parigi

Le origini delle nostre idee del bello e del sublime, secondo Burke, possono essere definite comprendendo le loro strutture e le loro cause. In accordo alla fisica e metafisica aristotelica, il nesso causale può essere suddiviso in cause formali, materiali, efficaci e finali. La causa formale della bellezza è la passione d'amore; la causa materiale riguarda le caratteristiche degli oggetti, quali la grandezza, la morbidezza o la delicatezza dell'oggetto; la causa efficace è, ad esempio, la calma che l'oggetto provoca in noi; la causa finale è la provvidenza divina. 
Secondo l'anglista Mario Praz, Burke introduce un concetto di sublime "irrazionale" basato su sensazioni ed emozioni individuali. Questo sarà alla base anche del romanzo gotico a partire da Horace Walpole.

### Critica alla Rivoluzione francese
(Riflessioni sulla Rivoluzione in Francia)

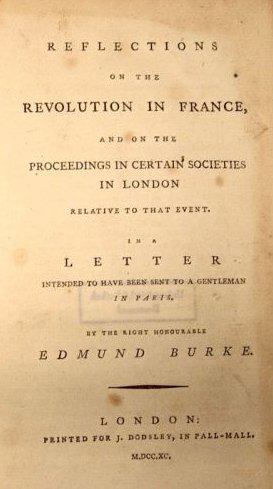
Prima edizione delle Riflessioni sulla Rivoluzione in Francia

L'ultima battaglia culturale di Burke fu quella contro la Rivoluzione francese. Dato il suo sostegno all'indipendenza americana e la campagna contro la prerogativa regia, la sorpresa fu grande nell'ambiente politico e culturale britannico quando Burke diede alle stampe le Riflessioni sulla Rivoluzione in Francia nel 1790, in risposta alle lettere di un gentiluomo. 
(Introduzione alle Riflessioni)
Il politico anglo-irlandese divenne uno dei primi critici della Rivoluzione francese, che considerava non un movimento diretto a creare una democrazia costituzionale e rappresentativa, bensì una rivolta violenta contro la tradizione e la legittima autorità, un esperimento sconnesso dalla complessa realtà della società civile che, prevedeva, sarebbe finito disastrosamente.
Grandi ammiratori di Burke, come Thomas Jefferson e Charles James Fox, lo accusarono di essere diventato reazionario e nemico della democrazia. Thomas Paine scrisse I diritti dell'uomo nel 1791 come risposta a Burke. Peraltro, altri sostenitori della democrazia, come John Adams, e alcuni decenni dopo anche noti liberali, come Alexis de Tocqueville, concordarono con Burke, così come il drammaturgo italiano Vittorio Alfieri, contemporaneo di Burke, che pure era sempre stato un accanito critico dei regimi monarchici.
Inoltre, molte previsioni di Burke sullo sviluppo della rivoluzione furono confermate, con l'esecuzione di re Luigi XVI (21 gennaio 1793), il Terrore (1793-luglio 1794) e l'affermarsi del regime autocratico di Napoleone Bonaparte (1799-1814). Burke, pur essendo un giusnaturalista, non riconosce il fondamento razionale dei diritti umani sancita dalla rivoluzione. Scrive Burke nella sua opera:
(Edmund Burke, Riflessioni sulla Rivoluzione in Francia)
Burke attaccò poi la Costituzione francese del 1791, approvata dall'Assemblea nazionale sulla base della Dichiarazione dei diritti dell'uomo e del cittadino del 1789: a suo dire la nuova costituzione preparava il terreno a disastri politici, negando altresì ogni paragone tra essa e il Bill of Rights inglese del 1689 (gloriosa rivoluzione), quello americano recente o perfino la dichiarazione d'indipendenza degli Stati Uniti d'America. Burke riconosceva la paternità sulla rivoluzione inglese degli empiristi come Locke e sul cambiamento della sensibilità a Newton e Hobbes (a differenza di conservatori come Giacomo Casanova che disconosceranno l'origine illuminista della rivoluzione francese), pur appartenendo alla corrente anti-utilitarista. Tuttavia traccia una netta divisione tra gli eventi inglesi e americani e quelli francesi, vedendo i secondi come un evento distruttivo e da deprecare. Tuttavia Burke non tiene in considerazione il legame che la cacciata e fuga del re cattolico Giacomo II Stuart, abbandonato dal suo esercito nel 1689 in favore dei protestanti Guglielmo III e Maria II ha comunque storicamente con la rivoluzione inglese di Cromwell (1649) in cui Carlo I fu decapitato come accadrà a Luigi XVI, e che in Irlanda vi furono comunque scontri armati. Allo stesso tempo però entrambe le rivoluzioni furono attuate dal legittimo Parlamento britannico e non da una sommossa popolare. Egli cita i cromwelliani regicidi solo come paragone ai deputati radicals filo-giacobini del suo tempo.
La critica serrata che Burke muove nelle Riflessioni alla Rivoluzione francese parte da un nodo ed un presupposto fondamentali. Secondo lo statista anglo-irlandese, la rivoluzione francese è irrimediabilmente destinata alla catastrofe, perché essa poggia le proprie fondamenta ideologiche su nozioni astratte, che hanno la pretesa di essere razionalmente fondate, ma che al contrario ignorano la complessità della natura e della società umane. Burke considerava la politica da un punto di vista pragmatico, e rigettava le idee ed il razionalismo astratto dei filosofi dell'Illuminismo, come il marchese di Condorcet, secondo i quali la politica poteva essere ridotta ad un mero sistema basato sulla matematica e su una rigida logica deduttiva. 

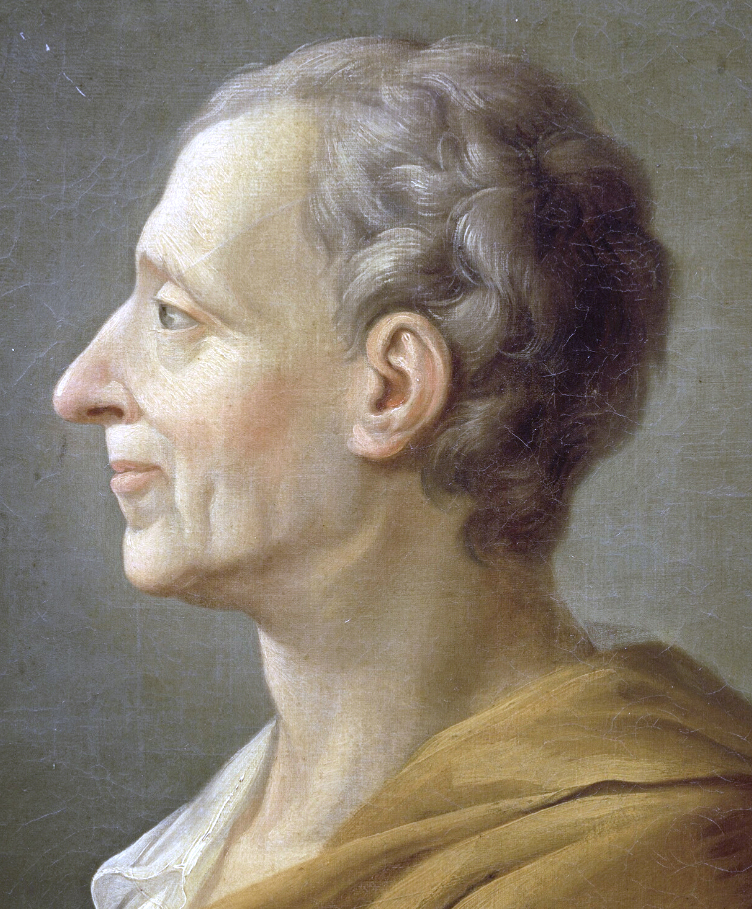
Montesquieu nel 1728. Fu l'unico filosofo illuminista stimato da Burke.

Formatosi sugli scritti di Cicerone, Aristotele, Platone, Sant'Agostino nonché del giurista illuminista Montesquieu, Burke credeva in un governo basato sul "sentimento degli uomini", piuttosto che sul freddo raziocinio. Per tale motivo ricorrono spesso, nelle Riflessioni, giudizi negativi e di aperta condanna contro tutti quegli esponenti dell'Illuminismo, soprattutto francese, come Voltaire (di cui ignora, in quanto considerato un proto-ideologo rivoluzionario, la concezione antipopolare e monarchica), Rousseau, Helvétius, Turgot, che negavano o snaturavano i concetti del Peccato originale e della Divina Provvidenza, e dell'azione di quest'ultima all'interno della società umana (seppur molti dei suoi ammiratori anche parziali prescinderanno da ciò, ad esempio Karl Popper, Hannah Arendt, Ernst Nolte, laicizzandone il pensiero).
(Riflessioni sulla Rivoluzione in Francia)
Come anglicano e whig, Burke non condivide la nozione di "diritto divino" tipica dei sovrani cattolici, ma, contro Rousseau, egli difende il ruolo centrale del diritto alla proprietà privata, della tradizione e del "pregiudizio" (quest'ultimo inteso come l'adesione di un popolo a un complesso di valori privi di giustificazioni razionali coscienti), la garanzia dei quali volge gli uomini ai comuni interessi di prosperità nazionale ed ordine sociale. Egli si mostra favorevole a riforme moderate e graduali, purché esse rientrino in un ordine costituzionale.
Burke insiste sul fatto che una dottrina politica fondata su nozioni astratte come la libertà, l'uguaglianza e i diritti dell'uomo può essere facilmente utilizzata da coloro che detengono o concorrono al potere per giustificare azioni tiranniche ed oppressive. In tal modo egli sembra profeticamente preannunciare i disastri e le atrocità che avverranno in Francia di lì a poco sotto la dittatura di Robespierre, durante il Regime del Terrore, sostenendo che nemmeno Rousseau stesso avrebbe appoggiato la Rivoluzione.
(Riflessioni sulla Rivoluzione in Francia)
Secondo Burke la capacità di ragionamento e discernimento degli uomini è limitata ed essi preferiscono perciò affidarsi proprio ai loro pregiudizi. Egli difende i "pregiudizi" umani in virtù della loro utilità pratica: attraverso essi l'individuo può determinare rapidamente le decisioni da prendere nelle situazioni incerte; in poche parole, negli esseri umani i "pregiudizi" possono essere buon senso e «fanno dell'abitudine una virtù».

#### Cause della Rivoluzione e suoi esiti secondo Burke
In un discorso al Parlamento tenuto il 6 maggio 1790 Burke attaccò i costituenti francesi. Riguardo alla Costituzione in preparazione, ancora monarchica ma imposta al re riluttante, dopo la tentata fuga a Varennes, affermò: 
(Edmund Burke alla Camera dei comuni)
Pur riconoscendo che la grande sommossa seguita agli Stati generali era avvenuta a causa di errori politici precedenti (spese eccessive della corte, esclusione dei nobili e dell'alto clero dalla tassazione), Burke sosteneva che vi fossero interessi occulti di carattere finanziario dietro la Rivoluzione. Egli lanciò inoltre un'accusa contro i filosofi dei circoli parigini e quegli ideologi giacobini dell'Assemblea Nazionale, come il vicario Sieyès, che, da «architetti della rovina, stavano calpestando ogni regola e tradizione nell'astratto e pericolosissimo intento di fare tabula rasa del passato». Rivolgendosi inoltre a tutti coloro che non rispettano la tradizione, radicatasi da secoli, li accusa di pura presunzione, condannando così la ragione individualistica e razionalistica per difendere quella collettiva e religiosa.
Era infatti, secondo Burke, proprio contro la religione cristiana e la Chiesa che la Rivoluzione aveva mosso fin dall'inizio la sua più feroce offensiva. Egli riconobbe nei primi atti dell'Assemblea, dominata dal dogma politico di Sieyès, un esplicito attacco al Cristianesimo, concretizzatosi nella confisca delle proprietà della Chiesa e nella Costituzione civile del clero. Ma c'era qualcosa di più. Dietro alla secolarizzazione dei beni ecclesiastici come garanzia dell'emissione di un prestito nazionale e degli assegnati, egli intuì il mascheramento di un secondo attacco, altrettanto devastante, facente parte di una duplice congiura dai disegni ben più occulti.
(Edmund Burke, Lettere su una pace regicida, 1796)
Burke individuò la prima parte di questa cospirazione nei philosophes e negli idéologues come Sieyès che fin dagli inizi del secolo dominavano la cultura francese. Questi "chierici laici" (come li definì Burke nelle Riflessioni) erano stati inizialmente soggetti al controllo delle accademie, fondate verso la fine del XVII secolo da Luigi XIV. Durante i regni successivi, tuttavia, la loro emancipazione si era sempre accresciuta, essendo venuti meno, da una parte, il patrocinio della Corona con la presa di distanza di Luigi XV dagli enciclopedisti (conseguente all'attentato di Damiens e poi alla morte della Pompadour) e della Chiesa, e dall'altra il mecenatismo dell'aristocrazia, fino a trasformarsi in una vera e propria macchina ideologica. Philosophes e idéologues si erano perciò riorganizzati intorno ad imprese editoriali indipendenti, come quella che aveva varato il vasto progetto dell'Encyclopédie, guidate da sottili ideologi che miravano alla distruzione della religione cristiana.
Il pericolo che Burke vide nel 1790 si rivelò fondato: non solo Luigi XVI e Maria Antonietta finirono giustiziati, ma molti accesi sostenitori della rivoluzione (non solo i più estremisti come i giacobini, gli hebertisti, ecc.) rimasero vittime di essa, come coloro che, girondini e foglianti, decisero di prendere le distanze dopo i massacri di settembre del 1792 e la proclamazione della Repubblica, avverando così i pronostici di Burke; tra essi gli enciclopedisti Condorcet (suicida in carcere) e Jean-Sylvain Bailly (quasi linciato dalla folla e poi ghigliottinato), e i girondini Jean-Marie Roland (suicida durante le fuga) e la moglie Manon Roland, gli ultimi quasi tutti "rei" di non aver votato a favore della condanna a morte del re o di capi d'accusa creati ad arte dal pubblico inquisitore Fouquier-Tinville (poi decapitato dai termidoriani) o di essere nemici dei montagnardi (Charlotte Corday, assassina di Marat o il moderato monarchico costituzionale André Chénier).
Tuttavia, secondo Burke, dietro a molti "chierici" radicali, si celavano figure più sinistre e pragmatiche, denominate, nella terminologia burkeana, come "speculatori" ("speculator") o "agitatori" ("stock-jobber").
La seconda parte in causa nella congiura era infatti rappresentata proprio dai creditori della Corona francese, che Burke definiva una lobby finanziaria. Suo scopo primario era quello di imporre gli assegnati come unica valuta legale in tutti i settori dell'economia francese. Nel medio-lungo termine tale consorteria intendeva imporre una dittatura sullo Stato e sulla stessa proprietà terriera. Inoltre l'imposizione degli assegnati come unica carta moneta avrebbe generato di lì a poco un aumento vertiginoso del tasso d'inflazione ed una grave recessione.
La Rivoluzione quindi era stata provocata, secondo questa visione, dai creditori dello Stato, pronti ad impossessarsi dei terreni ecclesiastici per poter poi controllare tutta la società, e da una classe intellettuale laicista (atea o deista), dominata da un sentimento anticristiano, che aveva come unico scopo l'espropriazione e il sovvertimento del clero e della Chiesa.
Burke credeva che l'intesa tra questi gruppi sovversivi non fosse affatto accidentale, infatti, nei vent'anni precedenti la Rivoluzione, dai germi seminati dalla cultura dei Lumi, erano nate grandi e pericolose cospirazioni, come quella degli Illuminati di Baviera, un gruppo che si era scisso dalla massoneria. In tutta Europa, intanto, gli Stati stavano sprofondando in un indebitamento sempre più pesante, che li avrebbe ben presto condotti alla bancarotta, fino a divenire così facili prede dei loro stessi creditori.
Nella ricostruzione di Burke, questi creditori bancari e borghesi della Corona francese sarebbero stati la lobby finanziaria dietro la Rivoluzione, che era identificata in maniera simile a quella che, secondo i Tories, aveva fatto istituire ai Whig la Banca d'Inghilterra durante il regno di Guglielmo III, fondando il debito pubblico al posto del debito della Corona britannica. In un passo delle Riflessioni, Burke nomina gli "agenti di cambio giudei", ma a parte ciò non parla mai di un "complotto ebraico", come accadrà nel secolo seguente con i cliché antisemiti incentrati sulla "finanza ebraica" e sull'usura da essa esercitata.

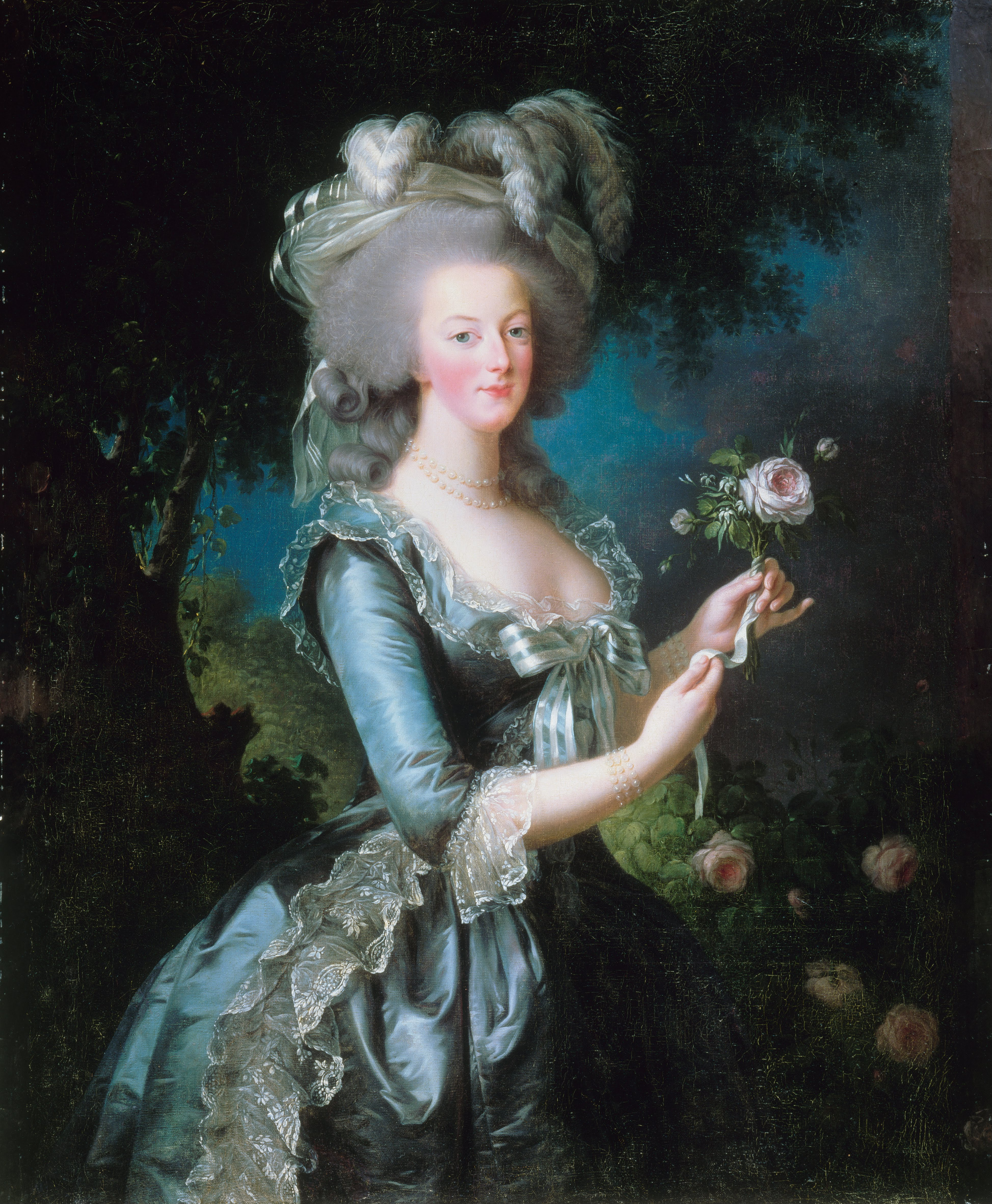
Vigée Le Brun, Ritratto di Maria Antonietta con la rosa, olio su tela, 1783

#### Celebrazione della figura di Maria Antonietta
Il secondo evento cruciale della Rivoluzione, così come Burke vedeva le cose nel 1789-90, era rappresentato dai fatti di Versailles del 5-6 ottobre 1789, quando la folla invase gli appartamenti di Luigi XVI e della sua famiglia, minacciando fisicamente il sovrano e costringendo la corte ad abbandonare la reggia. Egli descrive tutte le violenze morali perpetrate contro Maria Antonietta, prevedendone in un certo senso la fine brutale e umiliante (che avverrà tre anni dopo sulla ghigliottina) finendo col fare di lei il simbolo della fine di un'età della cavalleria, da lui amaramente rimpianta, contrapponendo anche la civiltà dell'onore a quella del denaro. Sebbene in questo punto sembri in qualche modo cedere al puro sentimentalismo, Burke ebbe però il grande merito di riportare alla memoria un importante concetto di sociologia storica. I filosofi della storia britannici e francesi, le cui opere erano ben note al Burke, concordavano tutti sul considerare lo sviluppo della cavalleria in epoca medievale, e soprattutto l'atteggiamento nei riguardi della donna idealizzata (si vedano i concetti amor cortese e dolce stil novo), quali fattori capitali per la formazione di quel codice di comportamento del "gentiluomo", sia aristocratico che delle élite rurali ed urbane (si pensi alla gentry), che aveva modificato completamente il costume degli europei moderni rispetto a quello degli antichi.
(Riflessioni sulla Rivoluzione in Francia)
 Questa immagine di Maria Antonietta come un'eroina della controrivoluzione e ultimo baluardo della vecchia civiltà avrà grande influenza su François-René de Chateaubriand (quando ricorda nelle Memorie d'oltretomba il suo incontro con la regina e successivamente il ritrovamento delle spoglie della sovrana) e sul primo romanticismo francese, ma anche su personalità cattoliche del decadentismo come Léon Bloy (nel saggio La cavaliera della morte), intellettuali che contribuirono dopo la Rivoluzione alla costruzione del mito della "regina martire", ed in seguito su Stefan Zweig per il suo Maria Antonietta - Una vita involontariamente eroica. 

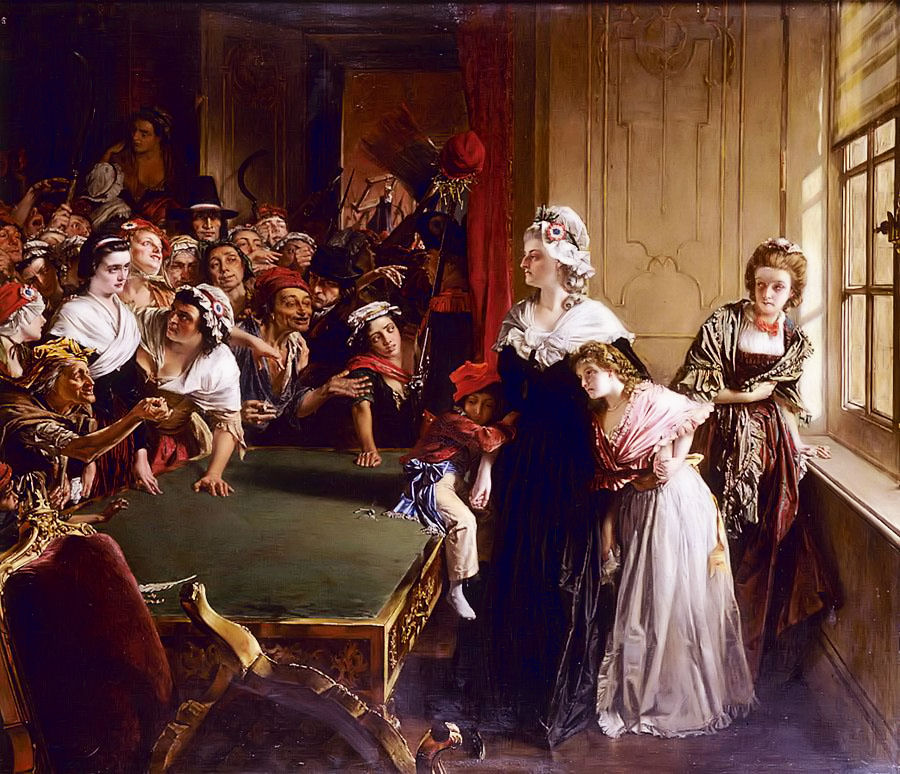
La folla assalta Maria Antonietta alle Tuileries (1792), episodio avvenuto quasi tre anni dopo il primo assalto dopo la marcia di Versailles del 1789 (Museo della Rivoluzione francese)

Nelle Lettere su una pace regicida (1795-96), prevedendo che la Francia tenterà l'invasione del Regno Unito, ricorda che le sue previsioni si sono avverate e, ammonendo anche l'ambasciatore austriaco, che nessuna trattativa di pace si può avviare col governo più moderato del Direttorio, nato dalla reazione termidoriana ma guidato o sostenuto da molti degli stessi rivoluzionari regicidi (riferimento ai vari Barras, Sieyes, Tallien, Fouché, Fréron...) le cui mani erano ancora «esalanti del sangue della figlia di Maria Teresa, che mandarono mezza morta su un carro da letame verso una crudele esecuzione».

#### Collegamenti con la teoria estetica burkiana

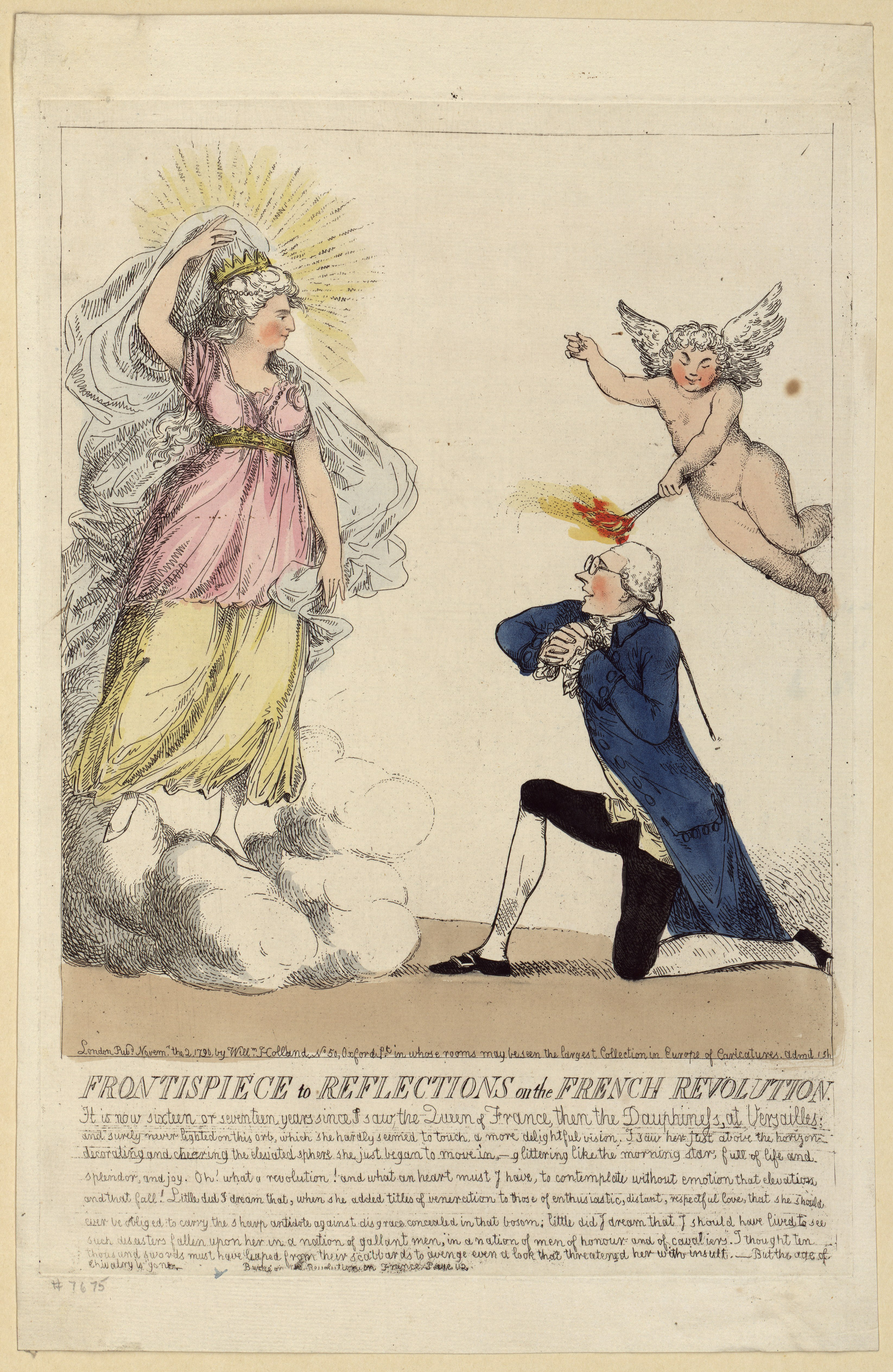
Caricatura di Burke in ginocchio davanti a Maria Antonietta, frontespizio di un'edizione statunitense delle Riflessioni

In questa visione di donna angelicata di Burke, Maria Antonietta viene descritta come un modello impalpabile di virtù superiore, mentre le donne popolane che guidarono la marcia su Versailles assumono invece connotati bestiali e materiali, probabilmente per contrasto dei feroci libelli satirici contro la regina che circolavano nel periodo pre-rivoluzionario, anticipatori delle accuse, anche a sfondo sessuale, che le vennero mosse al processo del 1793 accanto alla principale imputazione di alto tradimento.

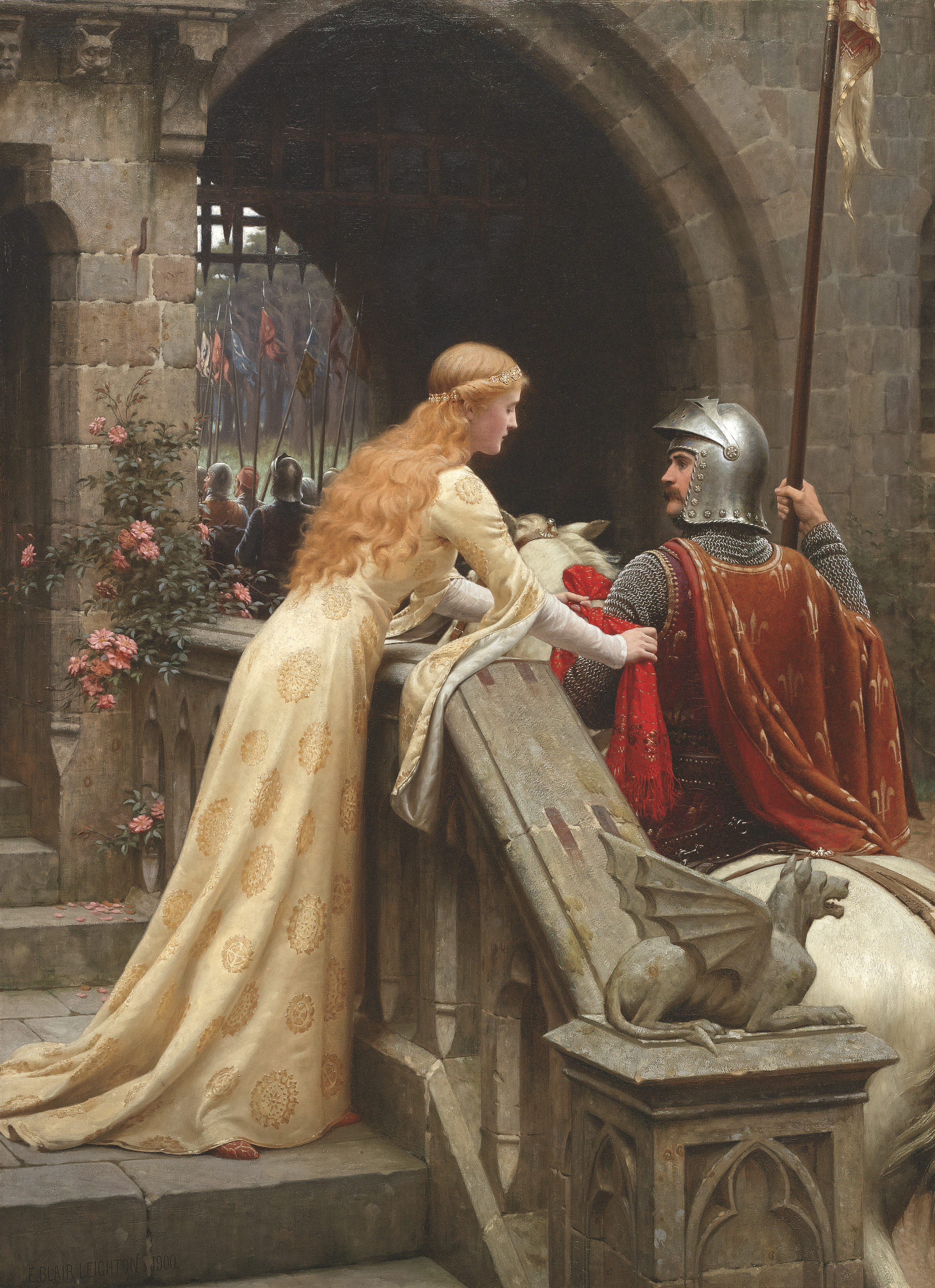
Buona fortuna! (God Speed!) di Edmund Blair Leighton, 1900: scena di amor cortese e romantico, e cavalleria medievale in una rappresentazione del tardo vittoriano, raffigurante una dama che concede il suo "favore" a un cavaliere in assetto di battaglia; dipinto di scuola preraffaellita che risente dello stile estetico romantico-decadente sul bello e il sublime enunciato già da Burke nel 1756.

Alcuni avversari politici arrivarono a sospettare che Burke fosse affetto da disordine mentale, o che, visto il suo forte turbamento per i provvedimenti antiecclesiastici presi dall'Assemblea francese, fosse in realtà segretamente cattolico.
Burke lega altresì questi eventi alla propria concezione estetica, ripresa poi dal romanticismo (si veda il Medioevo inglese, seppur idealizzato, di Walter Scott o dei preraffaelliti), che lo porta a deplorare anche le moderate concessioni dell'Assemblea Nazionale, assai simili peraltro alle limitazioni imposte ai monarchi britannici dal Parlamento inglese. Per questo estetismo e sentimento cavalleresco ma antifemminista, per altro condiviso da molte donne della piccola nobiltà e della borghesia francese (ad esempio la pittrice di corte Élisabeth Vigée Le Brun che dirà: «Allora regnavano le donne. La rivoluzione le ha detronizzate») viene criticato dalla femminista inglese Mary Wollstonecraft (1759-1797). L'immagine burkiana di Maria Antonietta minacciata dal potere (quasi una moderna Antigone) e non difesa dai cavalieri, conseguenza delle idee espresse già nel 1756 nel saggio A Philosophical Enquiry into the Origin of Our Ideas of the Sublime and Beautiful, viene stigmatizzata dalla pensatrice britannica in A Vindication of the Rights of Men: Burke associava infatti l'idea del Bello anche con quella della debolezza e della femminilità, mentre aveva identificato l'idea del Sublime con quella della forza (in senso di virtù) e quindi della virilità. La Wollstonecraft gli ritorce quelle definizioni, sostenendo che tali "descrizioni teatrali" rendono i lettori delle "femminucce infiacchite" e lo accusa di difendere una società non egualitaria fondata anche sull'emarginazione delle donne. Difendendo le virtù repubblicane, la Wollstonecraft invoca l'etica della classe media in opposizione ai viziosi codici di comportamento dell'aristocrazia. Illuministicamente, ella crede nel progresso e deride il Burke per il suo attaccamento ai vecchi costumi e alle antiche tradizioni: se infatti si fosse sempre rimasti fedeli alle più antiche tradizioni, per conseguenza si dovrebbe tuttora essere favorevoli perfino all'antichissimo sistema della schiavitù (sebbene Burke non sia contrario al progresso politico e di costume, bensì sia contrario alla sua estremizzazione e velocità travolgente, il che farebbe di lui un conservatore spaventato dagli eventi, ma non un vero reazionario tradizionalista come Joseph de Maistre). La Wollstonecraft contrappone poi all'esaltazione dei valori feudali fatta dal Burke l'immagine borghese dell'idillica vita di campagna (peraltro non troppo distante dalla borghesia di campagna inglese), nella quale ogni famiglia sviluppa la propria esistenza in una fattoria soddisfacendo i propri bisogni con un lavoro semplice e onesto. Questa visione della società le appare l'espressione di sentimenti sinceri, in contrasto coi sentimenti fittizi sui quali si fonderebbe la visione reazionaria del Burke.

#### Previsioni su Napoleone e giudizi di contemporanei
Infine Burke mise in evidenza come l'instabilità ed il disordine generale, che avrebbero accompagnato e seguito la Rivoluzione, avrebbero reso l'esercito, ossia la Guardia nazionale francese, incline ad ammutinarsi o a sostenere un ruolo chiave all'interno delle dispute fra fazioni ideologiche e politiche. Egli affermò che un generale carismatico, capace di farsi amare ed obbedire dai suoi soldati, una volta spentisi i fuochi maggiori del disastro rivoluzionario, avrebbe potuto rapidamente divenire «padrone dell'Assemblea e dell'intera nazione». Pareva egli così predire l'avvento della dittatura militare e dell'impero napoleonico. In seguito lo storico francese Jean Jacques Chevallier affermò: «Burke, Cassandra amara e frenetica, denunciava le future calamità che la Rivoluzione avrebbe prodotto. I fatti volgevano nella direzione da lui preannunciata e gli davano ragione, sempre più ragione».
Questi fatti e opinioni di Burke, e il disaccordo sulla loro interpretazione, portarono alla rottura dell'amicizia tra il pensatore e Fox e, da un punto di vista più generale, alla divisione del Partito Whig. Nel 1791 Burke pubblicò l'Appello dai nuovi ai vecchi Whig (Appeal from the New to the Old Whigs), in cui rinnovò le sue critiche ai programmi radicali ispirati dalla Rivoluzione francese e attaccò i Whig che li appoggiavano. Gran parte del partito seguì Burke e si unì al governo tory di William Pitt il Giovane (che pure aveva delle riserve sulle Riflessioni pur ammirandone lo stile), che dichiarò guerra alla Francia rivoluzionaria nel 1793. A Burke risposero anche Thomas Paine con The Rights of Men, la citata Mary Wollstonecraft con A Vindication of the Rights of Men (1790) e William Godwin con Inchiesta sulla giustizia politica, quest'ultimo condannò le violenze giacobine più estreme ma giustificò pienamente la rivoluzione.

## False attribuzioni
A Burke è attribuito un celebre aforisma, in varie formulazioni, in realtà mai scritto o pronunciato: «Perché il male trionfi è sufficiente che i buoni rinuncino all'azione.» La frase non è presente in nessuna delle sue opere. La falsa attribuzione potrebbe essere nata da un celebre libro di citazioni, il Bartlett's Familiar Quotations, uscito nel 1905.
La sua origine potrebbe risalire a una citazione simile di John Stuart Mill: «Gli uomini malvagi non hanno bisogno che di una cosa per raggiungere i loro scopi, cioè che gli uomini buoni guardino e non facciano nulla», che a sua volta si sarebbe ispirato a una frase dello stesso Burke, contenuta in Pensieri sulle cause dell'attuale malcontento (1770): «Quando i malvagi si uniscono, i buoni devono associarsi. Altrimenti cadranno uno ad uno, un sacrificio spietato in una lotta disprezzabile».
Formulazioni di un aforisma simile si ritrovano già in Platone, ma è talvolta attribuito anche a Lev Tolstoj, André Chénier, John Fitzgerald Kennedy e altri.

## Opere
- Un'indagine filosofica sull'origine delle nostre idee di Sublime e Bello (1757), a cura di G. Sertoli e G. Miglietta, Aesthetica Edizioni, Palermo 1985; rist. Milano 2020.
- Riflessioni sulla Rivoluzione in Francia (1790), a cura di V. Beonio Brocchieri, L. Cappelli Editore, Bologna 1930; a cura di M. Respinti, Ideazione Editrice, Roma 1998; a cura di M. Gervasoni, Giubilei Regnani, Cesena 2020.
- Scritti politici di Edmund Burke, a cura di A. Martelloni, Unione Tipografico-Editrice Torinese, Torino 1963.
- Difesa della società naturale (1756), a cura di I. Cappiello, Liberilibri, Macerata 1993; rist. 2009.
- Pensieri sulla scarsità (1795), a cura di A. Sezzi, manifestolibri, Roma 1997; a cura di A. Casillo, Istituto Liberale, Torino 2020.
- Scritti sull'Impero: America, India, Irlanda, a cura di G. Abbattista e D. Francesconi, UTET, Torino 2008.
- Discorso sulla mozione di conciliazione con le colonie americane (1775), traduzione di N. Carpentieri, IBL Libri, Torino 2015.
- Tre memoriali sulla questione francese (1797), a cura di G.M. Arrigo, Aracne, Roma 2021.
- Storia e tradizione. Due lettere e un discorso, a cura di G.M. Arrigo, Mimesis, Milano-Udine 2022.